# USC Thornton School of Music
La University of Southern California Thornton School of Music è una scuola di musica, fondata nel 1884, dell'University of Southern California.

## Storia
La scuola è stata fondata nel 1884, quattro anni dopo l'apertura dell'University of Southern California ed è la più antica istituzione artistica con attività continuativa della California meridionale. La scuola prende il nome da Flora L. Thornton, la quale nel 1999 fece una prima donazione all'istituto pari a 25 milioni di dollari, a questa ne seguì una seconda di 5 milioni di dollari, nel 2006, per sostenere i costi delle attrezzature scolastiche.

## Struttura
La scuola è parte dell'dell'University of Southern California e si trova nel cuore del campus dell'USC University, a sud del centro di Los Angeles.
L'offerta formativa della USC Thornton School è organizzata in tre macro-aree: musica contemporanea; performance e composizione classica; studi accademici e professionali.